# 新道町 (瀬戸市)
新道町（しんどうちょう）は、愛知県瀬戸市深川連区の町名。丁番を持たない単独町名である。

## 地理
- 瀬戸市の中央部に位置する[8]。西を深川町、北を宮脇町、東を刎田町、南を杉塚町・薬師町と隣接している[8]。
- 瀬戸川北岸の国道沿いに商店街を形成する[8]。

### 河川
- 瀬戸川[8] ： 町の南端、杉塚町・薬師町との町境を西流している。
- 印所川（瀬戸川支流） ： 町の西端、深川町との町境を暗渠で南流している。

- 瀬戸川（新道町・薬師町境）
- 印所川（新道町内）[注釈 1]

### 学区
市立小・中学校に通う場合、学区は以下の通りとなる。また、公立高等学校普通科に通う場合の学区は以下の通りとなる。
| 番・番地等 | 小学校                 | 中学校                 | 高等学校 |
| ---------- | ---------------------- | ---------------------- | -------- |
| 全域       | 瀬戸市立にじの丘小学校 | 瀬戸市立にじの丘中学校 | 尾張学区 |

## 歴史

### 町名の由来
瀬戸川沿いにつくられた新しい道路沿いに町が成立したことによるといわれる。

### 沿革
- 1942年（昭和17年）1月9日 - 瀬戸市大字瀬戸字宮脇・字刎田の各一部により、同市新道町として成立[2]。

## 世帯数と人口
2025年（令和7年）2月1日現在の世帯数と人口は以下の通りである。
| 町丁   | 世帯数 | 人口 |
| ------ | ------ | ---- |
| 新道町 | 50世帯 | 94人 |

### 人口の変遷
国勢調査による人口の推移
| 1995年（平成7年）  | 156人 | [ 12 ] |  |
| 2000年（平成12年） | 138人 | [ 13 ] |  |
| 2005年（平成17年） | 136人 | [ 14 ] |  |
| 2010年（平成22年） | 110人 | [ 15 ] |  |
| 2015年（平成27年） | 104人 | [ 16 ] |  |
| 2020年（令和2年）  | 92人  | [ 17 ] |  |

### 世帯数の変遷
国勢調査による世帯数の推移。
| 1995年（平成7年）  | 60世帯 | [ 12 ] |  |
| 2000年（平成12年） | 57世帯 | [ 13 ] |  |
| 2005年（平成17年） | 56世帯 | [ 14 ] |  |
| 2010年（平成22年） | 50世帯 | [ 15 ] |  |
| 2015年（平成27年） | 47世帯 | [ 16 ] |  |
| 2020年（令和2年）  | 42世帯 | [ 17 ] |  |

## 交通

### 鉄道
町内に鉄道は走っていない。最寄り駅は名鉄瀬戸線尾張瀬戸駅になる。

### バス
名鉄バス「しなの線（瀬戸北線）」
- 【1】【1H】【2】【2H】【3】【4】新瀬戸駅 - 瀬戸駅前 - 古瀬戸 - しなのバスセンター - 上品野 系統 ： 中橋バス停（品野方面乗り場）

名鉄バス「本地ヶ原線」
- 【10】瀬戸駅前 - 古瀬戸 - 赤津 系統 ： 中橋バス停（赤津方面乗り場）

- 中橋バス停

### 道路
国道248号・国道363号（重複区間） ： 町の南部を東西に通っている。
- 国道248号標識（新道町歩道橋）

## 施設
- 名古屋銀行 瀬戸ドキュメントセンター ： 各営業店に保管されている伝票書類の集中保管を行ったり、営業店で対応していた公的機関からの照会対応業務を行ったりする施設[19]。
- 吾妻軒本店 ：1919年（大正8年）創業の老舗の和菓子屋。添加物を一切使用せず、素材の味を生かした優しく上品な味わいが特徴[20]。

- 名古屋銀行 瀬戸ドキュメントセンター
- 吾妻軒本店

## その他

### 日本郵便
- 郵便番号 : 489-0075[6]（集配局：瀬戸郵便局[21]）。